# جون إم. كوغلان
جون إم. كوغلان هو محامي وسياسي أمريكي، ولد في 8 ديسمبر 1835 في لويفيل في الولايات المتحدة، وتوفي في 26 مارس 1879 في أوكلاند في الولايات المتحدة. نشط حزبياً في الحزب الجمهوري. وقد انتخب عضو جمعية ولاية كاليفورنيا ‏ وانتخب عضو مجلس النواب الأمريكي ‏.